# Darryl Powell
Darryl Anthony Powell (London, Engleska, UK, 15. studenog 1971.) je jamajčanski nogometni menadžer te bivši nogometaš i nacionalni reprezentativac.
Rođen je u londonskoj četvrti Lambeth te je većinu igračke karijere proveo u Engleskoj, izuzev jedne sezone u MLS-u gdje je nastupao za tamošnji Colorado Rapids. Najveći dio karijere proveo je u Portsmouthu i Derby Countyju gdje je sa suigračem Deonom Burtonom činio jamajčanski duo Reggae Boyz.
Za reprezentaciju Jamajke odigrao je 21 utakmicu te je s njome nastupio na Svjetskom prvenstvu 1998. te CONCACAF Gold Cupu 2000. Na Mundijalu u Francuskoj zaradio je crveni karton u susretu protiv Argentine.
Nakon igračke karijere ostao je u nogometu gdje radi kao nogometni menadžer.

## Vanjske poveznice
- National Football Teams.com